# Maharishi Tower of World Peace
El Maharishi Tower of World Peace fue un edificio diseñado para el centro de la ciudad de São Paulo, Brasil entre los años 2000 y 2005, que debería haber tenido 510 metros de altura y 108 plantas en forma de pirámide y arquitectura hindu. La ejecución del proyecto se haría por el MGDF - Maharishi Global Development Fund y el Grupo Brasilinvest, con un área útil construida de 1.411.481 m², un área verde de 426.628. El proyecto para el rascacielos no fue aprobado por las autoridades municipales por los drásticos cambios que podrían ocurrir en un área tradicional de la ciudad y la gran repercusión en el medio de la crítica especializada.